# Ida Pfeiffer
Ida Laura Pfeiffer (nascuda Reyer; Viena, 14 d'octubre de 1797 - Viena, 27 d'octubre de 1858) va ser una viatgera austríaca i una de les primeres exploradores europees. Va començar a viatjar quan tenia quaranta-quatre anys, a Terra Santa, Islàndia i Escandinàvia. També va visitar Madagascar i va arribar a fer dues voltes al món. Va escriure cinc obres, una per cada viatge, més de 2.800 pàgines en total, una obra immensa inclosa en tretze volums. Amb els drets d'autor d'aquests llibres i la recol·lecció i posterior venda d'objectes naturals (sobretot insectes, però també plantes, mol·luscs, peixos, amfibis, rèptils, aus i petits mamífers), va poder-se costejar les despeses dels seus viatges.

## Infància i joventut
Ida Laura Reyer va néixer a Viena i va ser la tercera filla d'una rica família de comerciants, del matrimoni format per Alois Reyer i Anna Rosina von Schwernfeld. Fins a l'edat de nou anys, quan va morir el pare, va rebre la mateixa educació estricta que els seus altres cinc germans. Els objectius educatius eren el coratge, la determinació, la frugalitat i la resistència al dolor. Els àpats eren senzills, sovint massa curts. El seu pare va prometre-li, de broma, que de gran ella seria oficial de l'exèrcit; i de fet Ida se sentia còmoda amb els rols masculins, vestida com els seus germans, participant en els seus jocs, esportiva i emprenedora. De petita ja li agradava llegir llibres de viatges i somiava a participar en expedicions i veure països llunyans.
Quan va morir el seu pare, la seva mare intentà revertir aquella educació de la filla, orientada als homes. Al principi li va prohibir que portés la roba que havia vestit fins aquell moment, però Ida ho va considerar una gran ofensa i es va posar malalta. El metge aconsellà la mare deixar fer la filla, si volia que es restablís la seva salut. Tanmateix, a partir dels tretze anys ja no va haver alternativa i canvià la roba de noi per la de noia, encara que el seu comportament es mantingué igual. Com ella explicava a la seva autobiografia, apareguda en el darrer llibre sobre el viatge a Madagascar, "què ridícula em sentia amb els vestits llargs, mentre encara corria, saltava i em comportava com un noi salvatge!". Fugia de les activitats habituals destinades a les dones d'aquella època, com el manteniment de la llar, les manualitats. Va arribar a tallar-se els dits o cremar-se les mans per evitar les classes de piano.
Aquesta situació va canviar a partir de 1810, quan la mare va contractar Josef Franz Emmil Trimmel com a tutor de la filla, un professor a qui també encantaven els viatges. Ida va confiar en ell, que a poc a poc la va convèncer per comportar-se com s'esperava d'una noia. Segons va escriure, "fins i tot vaig aprendre diverses habilitats femenines com cosir, teixir i cuinar... a ell li dec que en tres o quatre anys arribés a assolir plenament la comprensió dels deures del meu sexe". Finalment, tots dos es van enamorar i Trimmel li va proposar matrimoni, Però la mare, malgrat apreciar-lo intensament i considerar-lo com un altre fill de la família, va rebutjar la petició per la diferència de classe social. Ell només guanyava un salari modest i, segons la mare, no estava a l'alçada de la dot que rebria d'Ida.
La mare va prohibir la noia que mantingués contactes amb Trimmel, cosa que va ser una enorme decepció per a ella. A partir de llavors va anar refusant diverses propostes de matrimoni que rebia fins que la pressió de la mare fou insostenible. La relació entre elles dues estava molt deteriorada i Ida Pfeiffer acceptà casar-se, però amb algú que fos molt més gran que ella, per significar que el matrimoni no seria per amor i d'alguna manera es mantindria fidel a Trimmel.
Poc després, un advocat de Lemberg (actual Lviv, a Ucraïna), va fer petició de la seva mà. Es tractava de Mark Anton Pfeifffer, un vidu amb un fill, vint-i-quatre anys més gran que ella, amb una bona posició econòmica i social. Va acceptar i s'hi va casar l'any 1820, i tots dos varen anar a viure a Lemberg. Tanmateix, ben aviat van començar els problemes financers: Pfeiffer era un home honest i guanyà una demanda contra funcionaris corruptes d'aquella regió, l'antiga Galítsia, avui en dia repartida entre Ucraïna i Polònia. Però es va fer molts enemics i va perdre la seva clientela habitual de càrrecs públics.

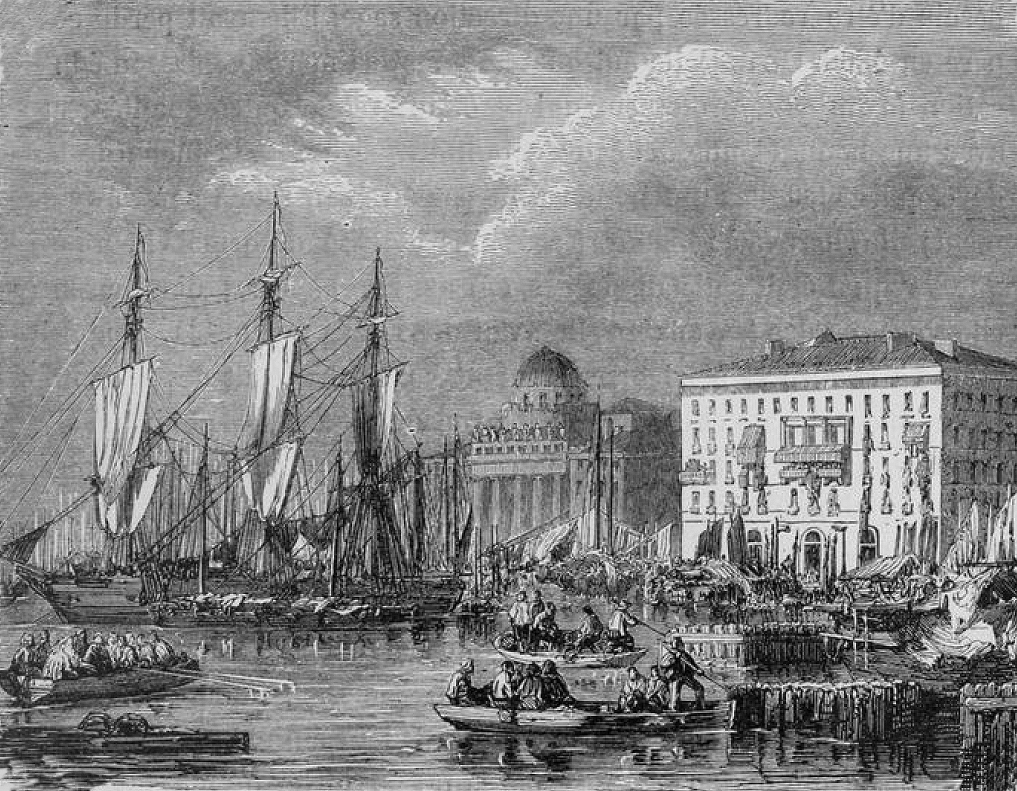
Vista del port de Trieste

Pfeiffer va haver de buscar oportunitats laborals a Viena i varen tornar a la capital austríaca, quan ja tenien dos fills, Alfred (1821) i Oscar (1824). Però les coses tampoc anaren bé i tornaren novament a Lemberg, només durant un temps. La relació entre el matrimoni no era bona i Ida decidí marxar a Viena definitivament. Va ser una separació amistosa on ella assumí l'educació dels dos fills durant molt de temps en unes condicions de vida molt complicades. En la seva autobiografia es lamentava que "sovint no sabia on aconseguir el diners per tal d'adquirir només el més necessari. Em vaig encarregar de totes les tasques domèstiques, passàvem fred i gana, vaig treballar en secret per diners, fent classes de dibuix i de música, però malgrat els esforços hi havia molts dies que només podia servir per dinar pa sec als meus pobres fills".
Ida Pfeiffer no volia demanar ajut a la seva família, encara que de vegades ho va haver de fer. L'any 1837 morí la mare i l'herència serví per alliberar-la de les preocupacions econòmiques i li permeté educar els fills segons els seus desitjos. Quan tots dos varen créixer i es guanyaren la vida en les seves professions, Alfred com a empresari en l'empresa familiar i Oscar en el món de la música (arribà a ser un concertista reconegut a nivell mundial), Ida veié l'oportunitat d'assolir la seva passió pels viatges i les aventures. Feia anys, durant una visita familiar a Trieste acompanyant el seu fill Oscar per restablir-se d'una malaltia, Ida havia vist per primera vegada el mar i es va despertar en ella, segons va escriure després, "un desig immens de viatjar". Ara havia arribat el moment, tenia una edat suficient per poder-ho fer sola, el seu marit ja era vell i vivien separats i els fills no la necessitaven. Els recursos financers eren limitats, però ella estava decidida a assolir el seu objectiu.

## Els viatges

### Terra Santa (1842)

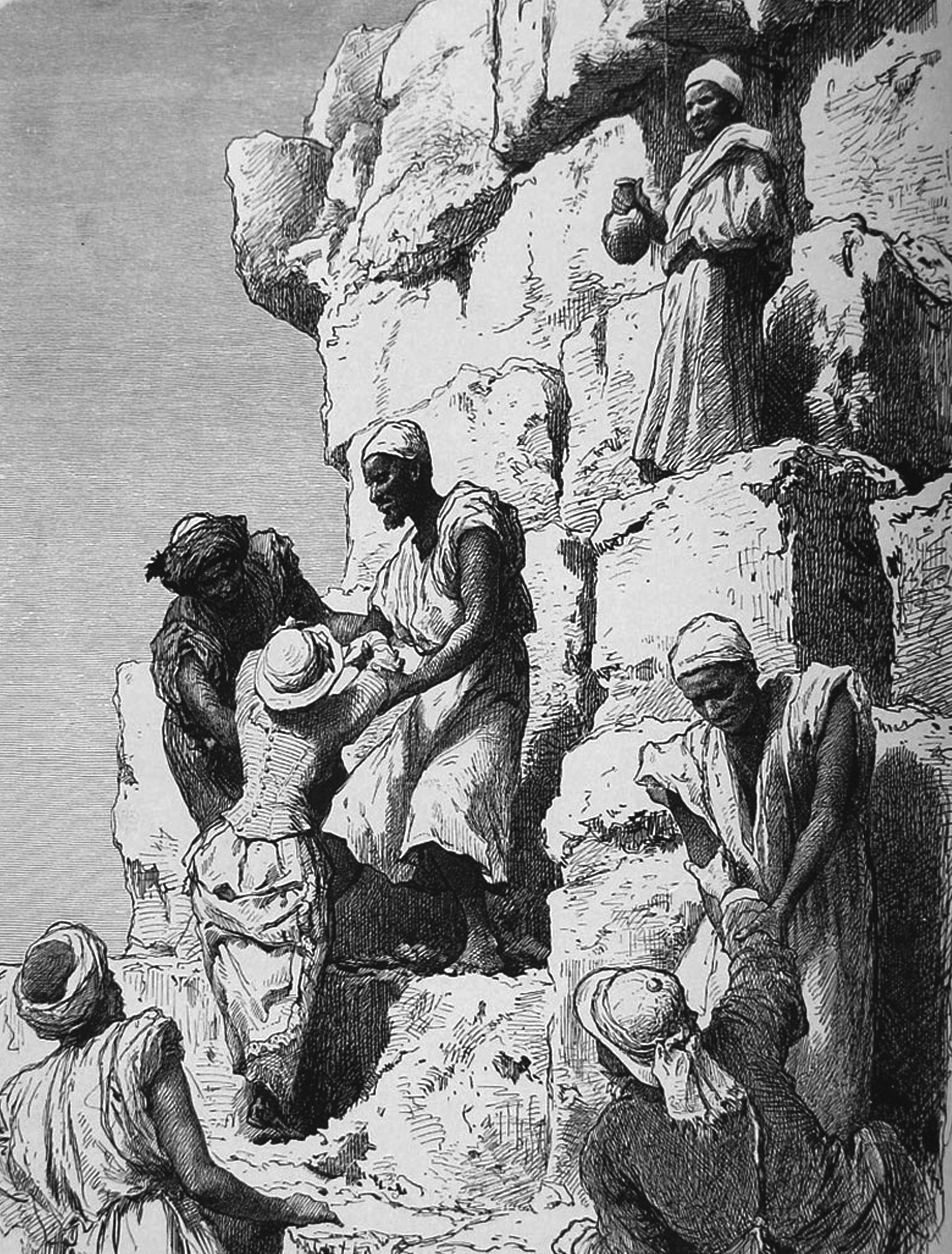
Ascensió a la Gran Piràmide

El 22 de març de 1842, amb quaranta-quatre anys, Ida Pfeiffer va deixar Viena per fer el seu primer viatge. Va explicar a la família que la seva intenció era només visitar una amiga a Constantinoble, ja que tot plegat semblava extremadament agosarat per amics i parents. Però el seu objectiu real era visitar Terra Santa, una regió políticament turbulenta on sovintejaven els brots de pesta.
Ida navegà pel riu Danubi fins al mar Negre i des d'allà viatjà per Turquia (Constantinoble i Bursa), on conegué el pintor austríac Hubert Sattler i aprengué a muntar a cavall. Després visità Esmirna, Xipre, Beirut, Sidó, Tir, Sant Joan d'Acre i Haifa. Acompanyada d'un anglès amb qui havia coincidit en un vaixell, Ida es dirigí a Jerusalem, on conegué el Comte von Berchtold, un botànic txec que la inicià en la recol·lecció d'objectes de la natura, cosa que seria fonamental per a les seves aficions futures. Gràcies a aquesta trobada i juntament amb els altres acompanyants del comte, Ida pogué visitar llocs que d'altra manera li haguessin resultat impossibles pel perill que suposava anar sola.
Així, tot el grup viatjà pel riu Jordà, la mar Morta, Nablus, Natzaret, el Llac de Tiberíades i el mont Carmel, per tornar finalment a Beirut. Més tard, juntament amb Berchtold i Sattler, Ida travessà el desert, es dirigí a Damasc i veié les ruïnes de Baalbek, l'antiga ciutat d'Heliòpolis, amb la dificultat d'evitar diverses poblacions afectades per una epidèmia de pesta. Més tard, ara en companyia de Sattler, marxà a Alexandria i després visità el Caire, el delta del Nil i el desert libi per veure la gran esfinx i les piràmides de Guiza, on va escalar la de Kheops, la més gran. Finalment, Ida decidí fer una excursió a la ciutat de Suez, a la mar Roja, i ho va fer muntada en camell, acompanyada del guia i un criat. Un cop va tornar a Alexandria ja va fer el camí de retorn a casa, passant per les illes de Creta, Siros, Paros, Andíparos i Malta. Més tard Sicília, Nàpols, on ascendí al Vesuvi, Roma, Florència, Bolonya, Venècia, Pàdua, Trieste i Viena, on arribà al desembre de 1842.
Els amics i un editor la varen convèncer que publiqués el seu diari de viatges, les notes que anà prenent en tots els llocs que visitava, i finalment el treball va ser publicat a Viena l'any 1844 amb el títol Reise einer Wienerin in das heilige Land (Viatge d'un vienesa a Terra Santa), publicat amb el pseudònim I.P. Això no només hauria d'atribuir-se a la modèstia d'Ida, sinó sobretot a la preocupació de la família per la seva reputació. A l'edició següent, de 1846, ja va signar amb el seu nom: "Ida Pfeiffer, nascuda Reyer". Aquesta obra va esdevenir un gran èxit de públic per l'estil senzill, divulgatiu i la credibilitat de les seves descripcions, que sempre estaven molt ben documentades. Els ingressos dels drets d'autora li permeteren finançar-se nous viatges.

### Primer viatge al voltant del món (1846-1848)

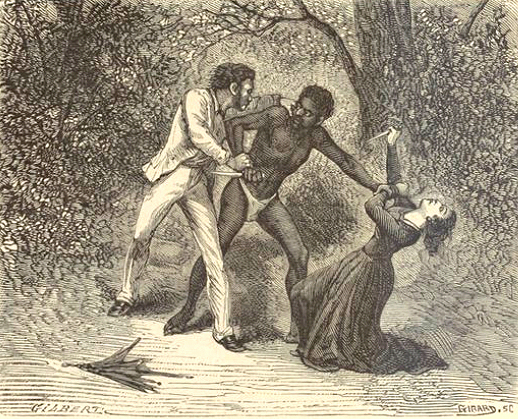
Ida i el Comte von Berchtold atacats a la selva

Pfeiffer començà aquest nou viatge el mes de maig de 1846, aquest cop acompanyada pel Comte von Berchtold. Varen embarcar a Hamburg en un veler i es dirigiren a Rio de Janeiro, on s'hi va passar unes setmanes. Juntament amb el Comte varen fer nombroses recol·leccions, ella fonamentalment insectes, i tots dos varen patir un intent d'assassinat per l'atac d'un esclau negre que volia venjar-se dels blancs. El Comte va quedar ferit en un braça i mentre es recuperava Ida prosseguí el seu viatge a l'interior, on veié els indis Purí, segons ella en un estat molt primitiu.
Més tard, decidí marxar tota sola, el Comte encara es quedaria uns mesos a Brasil, i embarcà en un vaixell que la portà a Valparaíso, a Xile, tot passant pel Cap d'Hornos on patí alguna tempesta molt virulenta. Poc després es dirigí a Tahiti, on fou rebuda per la reina Pomare gràcies a la colònia francesa, que l'acollí molt amablement ja que Ida Pfeiffer sempre portava cartes de recomanació per fer-ho possible.
Posteriorment es dirigí a la Xina i visità Macau, Hong Kong i Canton. En aquests llocs l'aparició d'una dona blanca era un esdeveniment tan extraordinari que sempre estava envoltada de gent encuriosida i patia per la seva seguretat, de manera que només s'hi va estar en total un mes i mig, temps suficient per tractar sobre molts diversos aspectes de tot el que veié, dels assassinats dels nadons, del tracte que es donava als presoners, dels diminuts peus de les dones xineses, de l'art de reduir la mida dels arbres, els bonsais, o dels terribles efectes del consum d'opi.
Pfeiffer deixà la Xina i marxà vers Singapur, una curta estança ja que tot seguit marxà a l'illa de Ceilan, on s'hi va estar dues setmanes i visità el centre de l'illa, amb la ciutat sagrada d'Anuradhapura i el famós temple de Dagoda i fou testimoni d'una cacera d'elefants. Llavors es dirigí a l'Índia, primer a Madràs i després a Calcuta, on va passar al voltant d'un mes. Va remuntar el riu Ganges i visità Benarés, la ciutat més santa de l'Índia, Allahabad, Agra i Delhi. En tots aquests llocs, Ida s'allotjà a les cases dels anglesos benestants i distingits gràcies a les cartes de presentació que portava, però també es desplaçà en condicions modestes, en carros tirats per bous o en camell i dormint en els caravanserralls, els edificis que servien de protecció als viatgers i es trobaven al llarg de la ruta. Així va ser el trajecte que realitzà vers Indore i Bombai, un viatge de set setmanes. Visità els famosos temples d'Adjunta i Elora, i prop d'allà, a llom d'un elefant, fou testimoni directe de la caça d'un tigre, una experiència amb molt de risc.
A finals d'abril de 1848, Pfeiffer viatjà per mar cap a Pèrsia, un lloc insòlit per a una dona europea i encara més perillós degut als conflictes a l'interior del país amb els britànics. Per tant, Ida decidí anar a Mesopotàmia. Navegà pel riu Tigris en direcció a Bàssora, on únicament residia un europeu, i d'allà, remuntant el mateix riu, es dirigí a Bagdad, veient pel camí les ruïnes de Ctesifont i Seleúcia, de les més cèlebres de Babilònia. Des de Bagdad es dirigí a Mossul en caravana i travessà el desert, una aventura de catorze dies, suportant un sol que cremava i menjant únicament pa i aigua i de vegades algun dàtil i cogombre. Però Ida pogué veure les mítiques ruïnes de Nínive i Nimrud en companya d'uns residents europeus.
Pfeiffer tingué intenció d'anar a Tabriz, un viatge agosarat i perillós, de manera que abans va enviar tots els seus manuscrits i objectes a Viena, perquè en cas que fos robada o assassinada, “almenys el meu diari arribaria a mans dels meus fills”. Va ser un viatge ple de peripècies, acompanyada per tres homes kurds i diversos cavalls de càrrega. Foren assaltats per bandits, passaran per camins extremadament estrets i vertiginosos, la calor era sufocant i va patir terriblement els atacs dels polls, ja que no podia canviar-se la roba de manera continuada. Però finalment va arribar a destí i el cònsol britànic a Tabriz, coneixedor del país, quedà profundament impressionat per la gosadia de la viatgera, no s'ho podia creure.
Ida tornà a casa via Azerbaidjan (Nakhtxivan), Armènia (Erevan), on va poder veure el mític mont Ararat, i Geòrgia (Tblissi). Després es dirigí vers el mar Negre i embarcà a Kulevi (Geòrgia) cap a Kertx, Feodòssia, Ialta i Sebastòpol, a la península de Crimea, i d'allà cap Odessa, Constantinoble i Atenes. Ida ja volia tornar el més aviat possible en saber que es produïa la Revolució de 1848 que afectà diversos països, el seu també. Va arribar a Viena a principis de novembre d'aquell any, tot just quan el príncep Windisch-Grätz aixafà l'aixecament i acabà amb la revolució austríaca.
Les notes d'aquest enorme viatge, en què va recórrer 4.500 kilòmetres per terra i més de 35.000 milles nàutiques es varen publicar l'any 1850 en tres volums, amb el títol Eine Frauenfahrt um die Welt. L'èxit fou extraordinari, la fama d'Ida Pfeiffer com a viatgera de primer nivell ja tingué un ressò mundial i nombroses publicacions parlaren d'ella i de les experiències que visqué.

### Segon viatge al voltant del món (1851-1855)
Durant un temps, Pfeiffer va pensar que seria bo descansar i no començar un nou gran viatge, però aquesta decisió durà poc. Va vendre les col·leccions entomològiques, almenys una part d'elles, posà en ordre el seu diari per publicar-lo, i sentint que les forces no l'abandonaven va concebre la idea d'un segon viatge al llarg del món. Aquesta vegada el govern austríac acudí en el seu ajut i li assignà 1.500 florins, amb la condició que continués la recol·lecció d'objectes naturals. El 18 de març de 1851 deixà Viena i anà a Londres, encara sense cap projecte definit i esperant l'oportunitat propícia, que va arribar ben aviat.
Marxà de Londres a finals de maig i arribà l'1 d'agost a Ciutat del Cap, a Àfrica del Sud. Encara no havia resolt què fer i dubtava entre conèixer l'interior d'Àfrica o Austràlia. Però un cop es va adonar del preu caríssim que suposava el transport per Àfrica, decidí marxar a Singapur i visitar les illes de la Sonda, al sud-est asiàtic.
En primer lloc s'acostà a la costa oest de l'illa de Borneo, a Sarawak (actualment pertany a Malàisia), on va trobar el capità Brook, nebot de James Brooke, que havia fundat allí una mena de principat independent i era conegut com el rajà blanc. D'ell va obtenir una bona recepció i una poderosa protecció. En diversos recorreguts per veure la tribu salvatge dels Diak, no solament no va patir cap contratemps, sinó que fins i tot va ser ben rebuda per aquests talladors de caps. Va arribar a Sintang (actual Borneo occidental, Indonèsia), regió controlada llavors pels holandesos, i continuà el seu viatge cap a l'oest, a Pontianak, molt a la bora de la costa, i visità les mines de diamants de Landak. Pertot arreu va rebre dels oficials i funcionaris holandesos el suport més gran, sense el qual hauria estat impossible fer aquells viatges. Volia deixar Pontianak per creuar l'interior de l'illa, encara desconeguda pels europeus, i anar a Bandjarmasin, a la costa sud, però no trobà cap guia ni company per aquesta perillosa travessa. Durant la serva estança a Borneo, Ida va recol·lectar insectes de manera molt intensiva i es va fer famós el seu vestit per a l'ocasió, amb caçapapallones inclòs.
Pfeiffer fixà llavors la seva mirada a l'illa de Java i s'apropà fins a Batàvia a finals de maig de 1852. Va trobar a tot arreu ajut i protecció entre els holandesos, i a través d'ells també entre els prínceps nadius. Va expressar públicament i en repetides ocasions la seva profunda gratitud.
El 8 de juliol començà la seva exploració de l'illa de Sumatra, que ella considerà la més interessant de totes les realitzades. Des de Padang, a la costa central oest, va anar a veure els Battak, que es trobaven al nord de l'illa, amb el seu centre al llac Toba, conegut com a Eier-Taw. Eren coneguts com a caníbals i mai havien estat dominats pels europeus. Malgrat que els salvatges es varen oposar a la continuació del seu viatge, ella avançà igualment amb la seva petita escorta de nadius malais a través de la selva verge i entre població caníbal, fins gairebé el llac Toba. Però en aquest lloc els battak li varen bloquejar definitivament el pas amb les seves llances i fou obligada a retrocedir, després de ser amenaçada en diverses ocasiones amb ser morta i menjada. El 7 d'octubre ja tornava a estar a Padang. En aquesta illa de Sumatra va ser atacada per les "febres malignes intermitents", el paludisme, que allà és endèmic, i ja no la va deixar en pau al llarg de tot el viatge.
De retorn a l'illa de Java visità les ciutats de Yogyakarta i Surakarta, el temple de Borobudur i Surabaya. Després visità diverses de les petites illes de la Sonda i l'arxipèlag de les Moluques: Banda, Ambon, Saparua, Seram i Ternate; va passar un temps amb els salvatges Alfores, també caçadors de caps, i acabà a l'illa de Cèlebes on va conèixer el rei Sidenrang, un dels més poderosos de la zona.
Des de Batàvia, Ida Pfeiffer creuà el gran oceà Pacífic, 10.150 milles nàutiques, i anà cap a Califòrnia. Durant dos mesos només veié cel i l'aigua, fins que el 27 de setembre de 1853 desembarcà a San Francisco, visità les mines d'or prop de Sacramento i del riu Yuba i dormí a les tendes dels indis prop del riu Rogue.

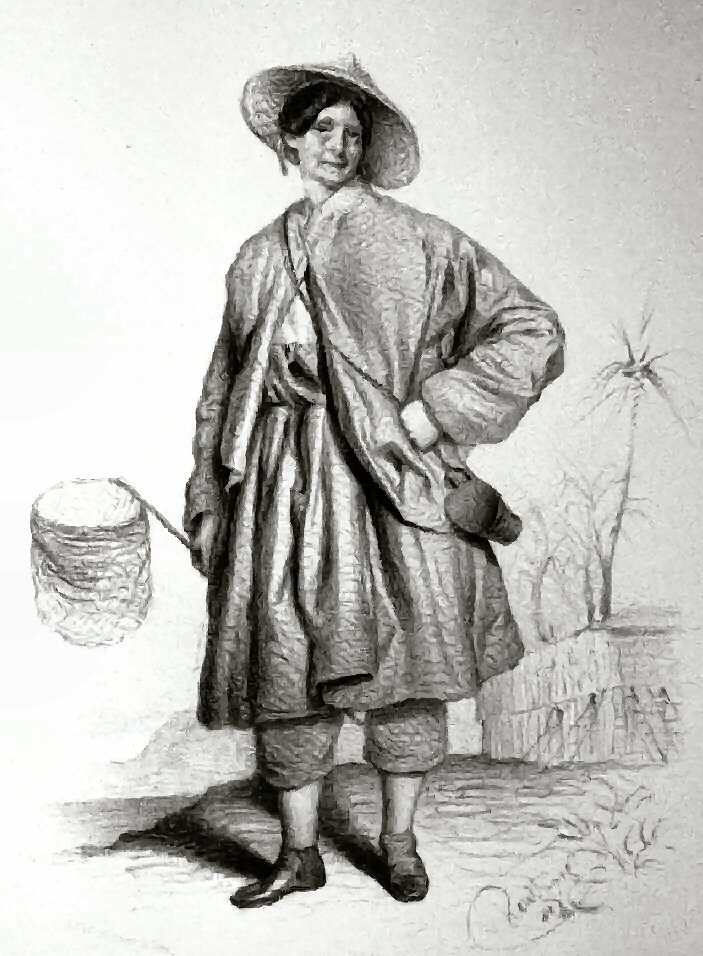
El vestit d'Ida per caçar insectes

A finals d'aquest any 1853, Pfeiffer navegà cap a Panamà i d'allà a la costa del Perú. De Callao anà a Lima, amb la intenció de travessar la serralada andina i arribar a Loreto, prop del riu Amazones, i navegar-lo fins a arribar a la costa oriental, a l'Atlàntic. Però la guerra civil que acabava d'esclatar al Perú, l'anomenada Revolució d'Arequipa, l'obligà a buscar un altre lloc per travessar les serralades andines. Arribà a Equador i el mes de març de 1854 va començar, a Guayaquil, el dolorós ascens andí. Passant prop del volcà Chimborazo arribà a l'altiplà d'Ambato i Latacunga, on tingué la sort de veure un fenomen rar, l'erupció del volcà Cotopaxi. En arribar a Quito el 4 d'abril no va trobar l'assistència que esperava; és a dir, una escorta que la portés al riu Amazones i poder-hi navegar. Per tant, renuncià al seu pla inicia i tornà enrere, a més els brots palúdics seguien sense remetre. Prop de Guayaquil va patir dos incidents que gairebé li costaren la vida: en primer lloc per la guitza d'una mula i després en caure a un riu ple de caimans. Ella no sabia nedar i els seus companys de vaixell no li varen oferir cap ajut. Així, amb un profund ressentiment, abandonà l'Amèrica del Sud espanyola.
Després Pfeiffer va arribar per mar a Panamà, creuà l'istme a finals de maig, i des d'Aspinwall (actual Colón) embarcà vers Nova Orleans, on va romandre fins al 30 de juny. Pujà pel riu Mississipi fins Napoleon i pel riu Arkansas fins Fort Smith, on un nou atac de febre palúdica adquirida a Sumatra l'obligà a renunciar a una visita planificada als indis cherokee. Prop de Lebanon (Illinois) visità Friedrich Hecker, advocat, polític i revolucionari alemany nascut a Baden, que havia establert allà la seva residència.
El 14 de juliol arribà a Saint Louis i després es dirigí al nord passant per Saint Paul, a l'estat de Minnesota, les cascadess de Saint Anthony i Minneapolis; Chicago i els grans llacs (Michigan, Superior, Huron, Erie, Ontario) i les Cascades del Niàgara. Després de fer una petita excursió al Canadà (Mont-real i Quebec), passà un temps a Nova York i Boston. El 21 de novembre de 1854, després de navegar durant deu dies en un vaixell a vapor, arribà a Liverpool i d'allà marxà a Londres, on va romandre durant unes setmanes per recuperar-se de les febres a casa de George Robert Waterhouse, un naturalista i entomòleg, conservador del museu de la Zooloogical Society de Londres i del British Museum, que ja coneixia de la seva estança anterior.
En aquest gran viatge per tot el món va afegir un petit suplement extra, ja que visità el seu fill Oscar a l'illa de São Miguel, a les Açores, on vivia aleshores. El maig de 1855, Ida tornà a Viena des de Lisboa, passant per Southampton i Londres. Les notes d'aquest enorme viatge varen ser publicades l'any 1856 en la seva obra en quatre volums titulada Meine Zweite Weltreise i consolidaren Pfeiffer com una de les grans viatgeres de tots els temps.

### Illa de Maurici i Madagascar (1856-1858)
L'objectiu del següent viatge de Pfeiffer, iniciat el maig de 1856, havia de ser Madagascar. Després d'aturar-se a Berlin, Amsterdam, Londres i París, va desistir d'aquella idea en saber que la situació política era molt greu i que per tant el país era molt perillós per a qualsevol europeu. Per tant, decidí anar a Austràlia, l'únic continent que encara no coneixia. Ida embarcà a Rotterdam en un vaixell cap a Ciutat del Cap i allà conegué Joseph Lambert, un polític i empresari francès que la va convèncer d'anar a Madagascar. Ell coneixia la temible reina Ranavalona, responsable del genocidi que es duia a terme al país, a partir d'una estança molt amistosa feta dos anys enrere. Per tant, els deixaria viatjar per l'illa sense problemes.
Ida Pfeiffer se'l va creure i primer anaren tots dos a l'illa Maurici, a casa de Lambert, on ella l'esperaria mentre el francès feia uns negocis acordats transportant esclaus de la costa africana a l'Illa de la Reunió, molt propera a Maurici.

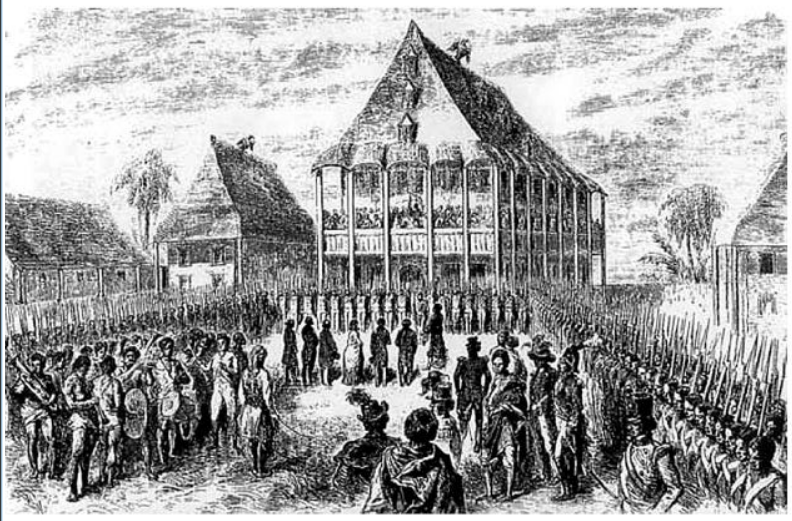
Recepció d'ida al palau de la reina Ranavalona

Viatjà per tota l'illa recol·lectant objectes naturals i allotjant-se en diverses cases, sempre gràcies a les cartes de recomanació que portava. Finalment marxà sola vers Tamatave, actual Toamasina, un port de la costa est de Madagascar. Allà esperà Lambert durant unes setmanes i quan ell arribà es posaren en marxa cap a Antananarivo. Anaven carregats amb un enorme equipatge format pels molts regals que Lambert portava per a la reina i per al conjunt de la cort malgaix.
Un cop arribats a Antananarivo varen ser rebuts per la reina Ranavalona, Ida inclosa, i uns dies més tard fins i tot va arribar a tocar el piano davant d'ella. Però en realitat, el que s'estava gestant era un cop d'estat, afavorit pel mateix Lambert, per Jean Laborde, un francès que vivia a la cort malgaix des de feia anys i pel príncep Rakoto, l'únic fill de la reina. Aquest havia escrit una carta dirigida al rei francès Napoleó III, que li fou presentada per Lambert, demanant ajut per deposar la seva mare i posar fi a tots els patiments de la població. Però el govern francès va decidir no intervenir-hi (ho faria anys més tard) ja que els seus esforços en aquell moment estaven dirigits al conflicte de Crimea, on lluitaven conjuntament francesos i anglesos contra els russos.
Lambert també va demanar ajut al govern anglès, que igualment li va denegar, però veient el perill que suposava un increment de la presència francesa en una illa on també hi tenien interessos, els anglesos enviaren el missioner William Ellis, amb experiència d'altres viatges a Madagascar, perquè informés a la reina de les intencions de Lambert, que en realitat buscava un acord amb el príncep Rakoto per fer negocis i beneficiar-se personalment.
Sembla que Ida Pfeiffer era desconeixedora de tot aquell complot i només se'n va assabentar a Antananarivo, quan ja era tard per prendre cap decisió. Es desconeix perquè Lambert va involucrar Ida en un viatge en el que hi hauria tant risc, i és possible que ho fes perquè sabia les intencions d'ella de visitar Madagascar i perquè ja era reconeguda com una gran viatgera, cosa que podria agradar la reina. El cas és que el complot va fracassar, sembla que Ranavalona ho sabia tot, el seu fill també li ho hauria explicat, i va deixar que es fessin els preparatius per conèixer quins dels seus caps militars li eren fidels i desemmascarar la resta.
Finalment, la reina no va condemnar a mort els europeus implicats en el complot, cosa massa arriscada si volia evitar una intervenció francesa justificada. Els acusà d'espionatge, els retingué a les seves cases i més tard els deportà a Tamatave i d'allà a l'illa Maurici. Aquell fou un viatge infernal per zones selvàtiques i pantanoses, escortats per soldats, que durà cinquanta-tres dies, gairebé set vegades més del que calia. La idea de la reina era que tots morissin de paludisme, extremadament virulent en aquelles regions; i gairebé ho aconseguí, ja que Ida va arribar molt malalta a Maurici després de patir nombrosos brots palúdics.

## Malaltia i mort
Ida Pfeiffer va arribar a Maurici al setembre de 1857 i va ser allotjada a casa de la família Moon, que ja coneixia de la seva anterior visita, on el pare era metge i farmacèutic. La van cuidar amb gran cura i sobrevisqué a diversos brots quan tothom pensava que es moriria. Però es va anar recuperant i fins i tot albirà la possibilitat de viatjar a Austràlia, el seu destí inicial.
Però la malaltia l'atacava un cop i un altre i finalment decidí tornar a Europa. Primer Londres, on s'estigué un mes, després Berlín, Cracòvia i finalment Viena, on arribà en un vagó sanitari un cop acceptà que la seva cunyada l'anés a recollir. Els metges varen coincidir que Ida Pfeiffer tenia un càncer de fetge incurable, conseqüència del paludisme recorrent que s'inicià a Sumatra i agreujà notablement a Madagascar. Ida Pfeiffer morí a Viena la nit del 27 al 28 d'octubre de 1858, quan tot just havia complert seixanta-un anys i va ser enterrada al cementiri St. Max de Viena.
Ida envià les notes sobre el viatge a Madagascar al seu fill Oscar al Brasil, encara que aquest es trobava llavors a Buenos Aires. Quan tornà es trobà amb el manuscrit de la seva mare i la indicació que l'examinés per publicar-lo. I així ho va fer, incloent una llarga nota autobiogràfica sobre la vida de la seva mare. El llibre, titulat Raise nach Madagaskar, en dos volums, aparegué al mercat l'any 1861 i tingué igualment un espectacular èxit, essent immediatament traduït a l'anglès i al francès.

## El seu llegat

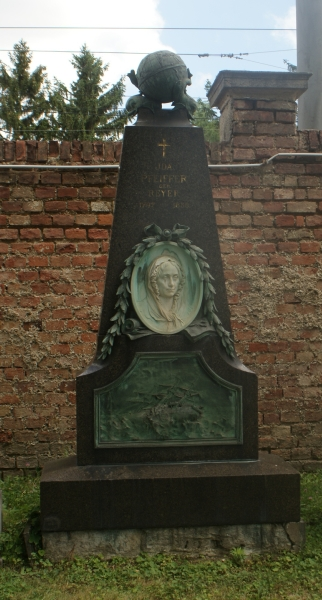
Tomba d'Ida Pfeiffer a Viena

Els llibres d'Ida Pfeiffer es van popularitzar com a lectura d'entreteniment per a la burgesia més formada i resultaren molt interessant per historiadors i etnòlegs de l'època. En la seva obra es descriuen les característiques culturals dels pobles estrangers, les formes de convivència matrimonial, normes d'herència, característiques de les cases i assentaments o processos rituals en casaments i funerals. La viatgera va retratar, en part amb valoracions molt subjectives, l'aparició de les persones que conegué i tractà amb detall l'antítesi entre els mons "salvatges" i els "civilitzats", no podent-se abstreure de la mentalitat colonialista que imperava a l'època. Tot i així, va ser molt crítica amb els maltractaments que patia la població a mans dels blancs, de la injustícia i depravació a que eren sotmesos els esclaus per part dels europeus, o del paper galdós de la majoria de missioners, que pretenien convertir noves ànimes amb un estil de vida totalment europeu, i en ocasions luxós.
Els viatges d'Ida eren comparables als dels seus contemporanis masculins, però addicionalment com a dona de certa edat, va poder accedir a llocs que havien quedat tancats als viatgers masculins, i aquesta és una de les raons per les quals va poder enriquir el coneixement del seu temps amb nous fets geogràfics i etnològics malgrat la manca de qualificacions científiques.
Les seves explicacions, especialment les entomològiques i també les etnològiques, van ser molt rellevants i va obtenir importants ingressos de les vendes d'objectes, fonamentalment provinents del Vereinigte kaiserlich-Königliche Naturalien-Cabinet (Gabinet d'Història Natural de l'Imperi Reial) de Viena, però també del British Museum de Londres, el Museum für Naturkunde de Berlín i de col·leccionistes privats, que llavors estaven molt estesos per tot Europa, ja que el mercat de compra i venda d'insectes exòtics desconeguts era molt actiu. No existeix cap registre on quedi relacionat el nombre d'espècies recol·lectades, i els estudis que se'n varen fer foren menors, a excepció de la petita obra publicada pel naturalista austríac Vincenz Kollar, Über Ida Pfeiffer’s Sendungen von Naturalien (1858), un dels grans valedors d'Ida, sobre les espècies que rebé del seu viatge a Maurici i Madagascar. Tanmateix, hi ha diverses espècies d'insectes, i també algun amfibi i crustaci, que varen ser classificades amb el nom d'espècie "pfeifferae", en honor seu.

## Reconeixement i memòria
Amb la difusió dels seus informes de viatges, Pfeiffer es convertí en un personatge famós a la seva època, era coneguda pel públic general però també per experts internacionals. Durant una estada a Berlín l'any 1856, abans d'iniciar el seu viatge a Madagascar, va conèixer el gran naturalista alemany Alexander von Humboldt i rebé una nova carta seva que deia així: «¿Com podria expressar-li a vostè, senyora tan honorable, la meva profunda gratitud, o més aviat la meva admiració? Sí, admiro la seva perseverança, el seu coratge, la riquesa de les seves col·leccions, que reuneixen objectes de tot el món i que pertanyen a un període precís de la vida a la terra; especialment admiro en vostè la noble senzillesa de la seva narrativa, els sentiments lliures i verdaderament humans, i la noble bellesa dels mèrits que son desconeguts. Ha estat vostè a les majestuoses alçades de Quito; ¡ha vist el rar espectacle de veure llançar foc al Cotopaxi!". Humboldt la va convidar a la Cort prussiana i se li va concedir la Medalla d'or per a la Ciència i la Indústria (Goldene Medaille für Wissenschaft und Kunst) del rei Frederic Guillem IV. Junt amb el conegut geògraf Carl Ritter, Humboldt defensà que la Societat Etnogràfica de Berlín hauria de nomenar Ida Pfeiffer com a primera dona membre honorària, i així va ser. La Société Géographique de París també la va admetre com a membre honorària, mentre que a Londres, els estatuts de la Geographical Society prohibien la pertinença d'una dona i només la van poder obsequiar amb una donació tot just abans d'emprendre el seu viatge a Madagascar.
No obstant això, els seus compromisos i la seva presència pública, completament inusual per a una dona en aquell moment, també van donar lloc a veus crítiques. Es varen publicar caricatures d'ella i algunes obscenitats, i va haver molta discussió als mitjans sobre ella i el seu paper. Trenta-quatre anys després de la seva mort, Pfeiffer fou enterrada en una fossa d'honor al Cementiri Central de Viena després que l'Associació Vienesa per a l'Ensenyament de les Dones ho hagués proposat. El president de la Societat Geogràfica austríaca declarà el 1897 que Ida Pfeiffer "ha estat sens dubte, i avui en dia encara ho és, la viatgera més important del món".
Posteriorment, va caure en l'oblit durant uns cent anys. Llavors, la seva vida i els seus viatges han estat explicats per la ràdio i en documentals, els seus llibres reeditats i els textos homenatjats en tractats literaris i etnològics. Entre 1974 i 1979 fou produïda l'obra d'art The Dinner Party, un muntatge realitzat per la pintora i feminista Judy Chicago (1939), considerada com la primera obra èpica de l'art feminista, una història simbòlica de les dones de la civilització occidental. Les protagonistes es reuneixen en un sopar imaginari al voltant d'una taula en forma de triangle equilàter, i el terra sobre el qual es recolza aquesta taula està format per prop de 2.000 peces de ceràmica, l'anomenat The Heritage Floor, on estan inscrites en lletres daurades els noms de 999 dones que varen contribuir a la història, entre elles Ida Pfeiffer.
A Ida Pfeiffer li fou dedicat el bitllet de 50 xílings de la sèrie 1995/1997. Tanmateix no es va arribar a emetre per la introducció de l'euro. L'any 2008, un carrer de Viena va rebre el seu nom, l'Ida Pfeiffer Weg, en el cèntric districte de Landstraße; i a la població alemanya de Wilhelmshaven, al nord-oest de Bremen, també té un carrer amb el seu nom.

## Obres

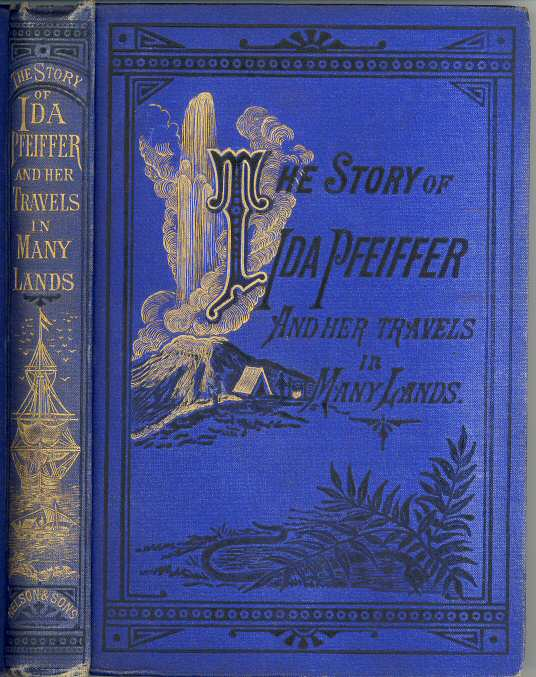
Portada del llibre The Story of Ida Pfeiffer

### Alemany
- Pfeiffer, Ida. Reise einer Wienerin in das heilige Land, 2 vol. Jakob Dimbök (Wien, 1844).
- Pfeiffer, Ida. Reise nach dem skandinavischesn Norden un der Insel Island im Jahre 1845, 2 vol. Gustav Heckenast (Pest, 1846).
- Pfeiffer, Ida. Eine Frauenfahrt um die Welt, 3. vol. Carl Gerold (Wien, 1850).
- Pfeiffer, Ida. Meine Zweite Weltreise, 4 vol. Carl Gerold's sohn (Wien, 1856).
- Pfeiffer, Ida. Reise nach Madagaskar, 2 vol. Carl Gerold's sohn (Wien, 1861).

### Traduccions a l'anglès i al francès
- Pfeiffer, Ida. A woman's Journey Round the World. Office of the National Illustrated Library (London, 1851).
- Pfeiffer, Ida. Visit to the Holy Land, Egypt, and Italy. Ingram Cooke and Co (London, 1852).
- Pfeiffer, Ida. Journey to Iceland and travels in Sweden and Norway. Richard Bentley (London, 1852).
- Pfeiffer, Ida. A Lady’s Second Journey Round the World. Harper & Brothers (New York, 1855).
- Pfeiffer, Ida. Mon second voyage autour du monde. Librairie de L. Hachette et Cie (Paris, 1857).
- Pfeiffer, Ida. Voyage d'une femme autour du monde. Librairie de L. Hachette et Cie (Paris, 1858).
- Pfeiffer, Ida. The Last Travels of Ida Pfeiffer: inclusive of a visit to Madagascar. Harper and Brothers (New York, 1861).
- Pfeiffer, Ida. Voyage à Madagascar par Mme. Ida Pfeiffer. Librairie de L. Hachette et Cie (Paris, 1862).
- Pfeiffer, Ida. Voyage autour du monde. Mégard et Cie (Rouen, 1885).